# PC System Design Guide

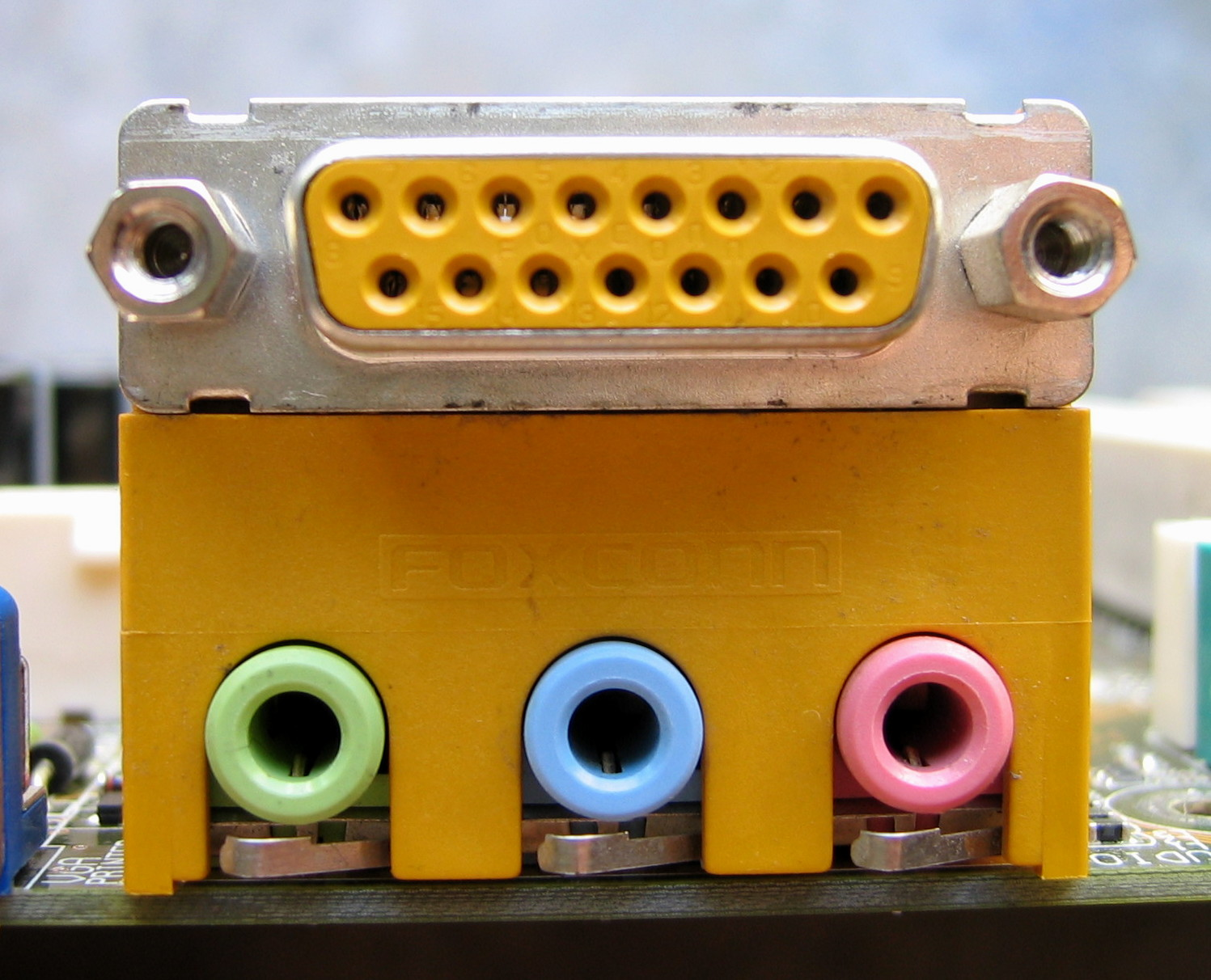
In alto porta giochi, in basso tre diversi jack audio

Il PC System Design Guide (noto anche come le specifiche PC 97, PC 98, PC 99, o PC 2001) è una serie di requisiti e raccomandazioni di progettazione hardware per i personal computer IBM PC compatibili, compilata da Microsoft Corporation e Intel Corporation tra l'anno 1997 e l'anno 2001. Lo scopo di tali documenti era quello di aiutare i produttori di hardware ad usare meglio il sistema operativo Microsoft Windows e per semplificare l'installazione hardware sui computer.
Ogni parte di un computer standard e i tipi più comuni di dispositivi periferici sono definiti da requisiti ben precisi. I sistemi e i dispositivi che sono conformi alle specifiche devono essere automaticamente riconosciuti e configurati dal sistema operativo.

## Versioni
Sono state distribuite quattro versioni del "PC System Design Guide". All'interno di ogni versione, deve essere fatta una distinzione fra i requisiti di un  PC per consumatori, PC per ufficio e  PC per intrattenimento.
| Versione | Data             |
| -------- | ---------------- |
| PC 97    | 9 febbraio 1998  |
| PC 98    | 31 dicembre 1998 |
| PC 99    | 14 luglio 1999   |
| PC 2001  | 2 novembre 2000  |

### PC 97
Versione iniziale.
- Introdotto il codice colore per i connettori PS/2 della tastiera (porpora) e per i connettori PS/2 del mouse (verde)

### PC 98
Dedicato ai sistemi che dovranno utilizzare Windows 98 o Windows 2000. Viene richiesto:
- processore Pentium a 200 MHz con tecnologia MMX (o di prestazioni equivalenti)
- 256 KB di cache L2 per la CPU
- 32 MB di RAM (raccomandati: 64 MB di DRAM a 66 MHz)
- ACPI 1.0 (incluso il comportamento del pulsante di accensione/spegnimento)
- Avvio veloce del BIOS (verifica della RAM limitata, nessun rilevamento del dischetto floppy, minima visualizzazione all'avvio, ecc...)
- conformità del BIOS al Millennium bug
- ambiente di preavvio PXE

### PC 99
Viene richiesto:
- CPU a 300 MHz
- 64 MB di RAM
- USB
- schema esauriente di codifica dei colori per le porte e per i connettori

Vengono fortemente scoraggiati dall'uso:
- hardware non plug-and-play
- slot ISA

### PC 2001
La versione finale, la prima a richiedere l'attivazione dei controllori APIC di I/O sui sistemi desktop. Viene data grande enfasi nel tagliare i ponti con le limitazioni del passato, per esempio voci come slot di espansione ISA o dispositivi dipendenti dall'MS-DOS vengono decisamente proibite, mentre altre voci semplicemente scoraggiate.

## Schema di codifica dei colori per i connettori e le porte
Tra le cose più visibili e di forte impatto delle specifiche PC 99 era l'introduzione di un codice colore per i diversi tipi di spinotti e connettori usati sui PC. Poiché molti connettori appaiono del tutto simili, particolarmente per i principianti, queste specifiche rendono più semplice per le persone connettere le periferiche alle corrette porte sul PC. Questi codici colore sono stati gradualmente adottati da quasi tutti i produttori di PC e di schede madri.
| Colore               | Colore                  | Funzione                                                                                            | Connettore sul PC        |                  |
| Mouse e tastiera     | Mouse e tastiera        | Mouse e tastiera                                                                                    | Mouse e tastiera         | Mouse e tastiera |
| -------------------- | ----------------------- | --------------------------------------------------------------------------------------------------- | ------------------------ | ---------------- |
|                      | Verde                   | Mouse / Dispositivo di puntamento PS/2                                                              | Femmina 6-pin Mini-DIN   |                  |
|                      | Porpora                 | Tastiera PS/2                                                                                       | Femmina 6-pin Mini-DIN   |                  |
| General input/output |                         | |                          |                  |
|                      | Nero                    | USB                                                                                                 | Femmina tipo A USB       |                  |
|                      | Grigio                  | Firewire / IEEE 1394                                                                                | FireWire 400 a 6-pin     |                  |
|                      | Borgogna                | Porta parallela                                                                                     | Femmina 25-pin di tipo D |                  |
|                      | Foglia di tè o turchese | Porta seriale                                                                                       | Maschio 9-pin di tipo D  |                  |
| Video                |                         | |                          |                  |
|                      | Blu                     | Monitor analogico                                                                                   | Femmina VGA a 15-pin     |                  |
|                      | Bianco                  | Monitor digitale                                                                                    | Femmina DVI              |                  |
|                      | Giallo                  | S-Video                                                                                             | 4 pin mini-DIN           |                  |
|                      | Giallo                  | Video composito                                                                                     | Connettore RCA           |                  |
| Audio                |                         | |                          |                  |
|                      | Rosa                    | Ingresso audio (mono o stereo) analogico del microfono.                                             | Connettore Jack 3.5 mm   |                  |
|                      | Blu chiaro              | Ingresso analogica audio di linea.                                                                  | Connettore Jack 3.5 mm   |                  |
|                      | Lime                    | Uscita analogica audio di linea per il segnale stereo principale (altoparlanti anteriori o cuffie). | Connettore Jack 3.5 mm   |                  |
|                      | Nero                    | Uscita analogica audio di linea per gli altoparlanti surround (altoparlanti posteriori).            | Connettore Jack 3.5 mm   |                  |
|                      | Argento                 | Uscita analogica audio di linea per gli 'altoparlanti laterali'.                                    | Connettore Jack 3.5 mm   |                  |
|                      | Arancione               | Altoparlante centrale / Subwoofer                                                                   | Connettore Jack 3.5 mm   |                  |
|                      | Oro                     | Porta giochi / MIDI                                                                                 | Femmina 15-pin di tipo D |                  |